# Leon Orbeli
Leon (Lewon) Abgarowicz Orbeli (arm. Լևոն Աբգարի Օրբելին, ros. Леон Абгарович Орбели, ur. 25 czerwca?/7 lipca 1882 w Cachkadzorze, zm. 9 grudnia 1958 w Leningradzie) – armeński fizjolog działający w Rosyjskiej Federacyjnej Socjalistycznej Republice Radzieckiej. Był członkiem Akademii Nauk ZSRR i Armeńskiej SRR. Jego brat Iosif Orbeli (1887–1961) był historykiem orientalistą, drugi brat Ruben Orbeli (1880–1943) – archeologiem. Od 1950 roku kierował Instytutem Fizjologii w Leningradzie.

## Życiorys
Urodził się 7 lipca 1882 jako syn Abgara Josifowicza Orbeliego, absolwenta Uniwersytetu w Sankt Petersburgu. Dzieciństwo spędził w Gruzji, ukończył Trzecie Klasyczne Gimnazjum w Tyflisie. Od 17 roku życia w Sankt Petersburgu. Studiował na Wojskowej Akademii Medycznej od 1899 do 1904, gdzie jego nauczycielami byli M. D. Lawdowski i Nikołaj Chołodkowski, a także Iwan Pawłow. Po ukończeniu studiów wyjechał za granicę, i uczył się w laboratorium Ewalda Heringa w Lipsku, Johna Newporta Langleya w Cambridge i w Stacji Zoologicznej w Neapolu. W 1913 roku został Privatdozentem, profesorem na Akademii Medycznej w 1925. Od 1920 do 1931 profesor fizjologii na I Leningradzkim Uniwersytecie Medycznym. Członek Akademii Nauk ZSRR i Akademii Nauk Armeńskiej Republiki Socjalistycznej. 1 lutego 1943 otrzymał stopień generała porucznika służby medycznej, a 25 maja 1945 generała pułkownika służby medycznej.

## Dorobek naukowy
Orbeli założył własną szkołę fizjologii. Prowadził prace nad fizjologią ewolucyjną, funkcjami adaptacyjno-troficznymi współczulnego układu nerwowego, teorią koordynacji i regulacji endokrynnej organizmu.

## Odznaczenia i nagrody
- Medal Sierp i Młot Bohatera Pracy Socjalistycznej (10 czerwca 1945)
- Order Lenina (czterokrotnie, 2 marca 1944, 21 lutego 1945, 10 czerwca 1945 i 1 sierpnia 1957)
- Order Czerwonego Sztandaru (dwukrotnie, 3 listopada 1944 i 24 czerwca 1948)
- Order Czerwonego Sztandaru Pracy (dwukrotnie, 16 sierpnia 1936 i 1952)
- Order Czerwonej Gwiazdy (18 września 1943)
- Nagroda Stalinowska (1941)
- Medal „Za obronę Leningradu”

I inne.